# Motorpsycho Nitemare
Motorpsycho Nitemare – piosenka skomponowana przez Boba Dylana, nagrana przez niego w czerwcu 1964 r. i wydana na czwartym studyjnym albumie Another Side of Bob Dylan w sierpniu 1964 r. Także znana jako Motorpsycho Nightmare.

## Historia i charakter utworu
„Motorpsycho Nitemare” jest satyryczną piosenką, w której narrator opisuje różnice pomiędzy amerykańską wsią a miastem i porównuje wiejski konserwatyzm z miejskim modnym życiem. Dzieje się to przy okazji wizyty narratora w wiosce, w której wzbudza panikę, gdyż jego broda powoduje, że mieszkańcy biorą go za Fidela Castro.
Jak napisał Oliver Trager, piosenka ta łączy film Hitchcocka Psychoza z wszystkimi dowcipami o córce farmera.
Eksperymentowanie Dylana z tego typu humorem, tworzy z tej piosenki prekursorski utwór dla takich kompozycji artysty jak „Subterranean Homesick Blues” i „Bob Dylan’s 115th Dream”.
Dylan prawdopodobnie nigdy nie wykonał tego utworu na koncercie.

## Wersje innych wykonawców
- Hugues Aufray – Aufray Chante Dylan (1965)
- Strangelove na albumie różnych wykonawców Outlaw Blues, Volume 2 (1995)